# Maretto
Maretto (Marèj in piemontese) è un comune italiano di 389 abitanti della provincia di Asti, sulle colline del Monferrato a 240 m.slm., nei pressi di Villafranca d'Asti.

## Storia

### Simboli
(D.P.R. del 21 marzo 1997)
Il melo e la scritta sotto all'albero fanno riferimento all'antico nome del paese: Maletum, che significa "meleto". L'azzurro della bordura e i gigli di Francia rimandano al periodo in cui la Contea di Asti passò sotto il dominio degli Orléans e quindi dei Re di Francia.
Il gonfalone è un drappo di giallo, con la bordatura d’azzurro.

## Monumenti e luoghi d'interesse

### Chiesa di Santa Croce
La Confraternita della Santa Croce di Maretto risale alla seconda metà del XVII secolo. Si trova nel concentrico del paese, a pochi metri dalla chiesa parrocchiale. La prima pietra per l'edificio fu posta il 22 novembre 1686 e la chiesa fu consacrata il 14 dicembre 1689, ottenendo da Roma una reliquia della Santa Croce, custodita in un apposito armadio dietro l'altare maggiore ed esposta ai fedeli nella festa dell'Invenzione della Santa Croce. Oggi questa festa liturgica ha preso il nome di "Esaltazione della Santa Croce" e si celebra il 14 settembre. Papa Benedetto XIV nel 1744 concesse l'indulgenza plenaria ai membri della Confraternita nel giorno della festa. La reliquia di Maretto ottenne l'approvazione del vescovo di Asti Michele Amatore Lobetti nel 1839. Si tratta di un frammento di legno custodito in un piccolo reliquiario d'argento.
A partire dalla fine degli anni novanta sono stati effettuati dei lavori di restauro, che hanno permesso di tornare ad utilizzare la chiesa alcune volte all'anno: in Quaresima per una Via Crucis, in occasione della Domenica delle Palme per la benedizione degli ulivi e a settembre per celebrare la festa dell'Esaltazione della Croce. In questa occasione si espone la reliquia della Santa Croce durante la Messa ed al termine viene impartita la benedizione con il reliquiario.
Appartengono alla Confraternita quattro tele seicentesche ed una coppia di busti reliquiari, dedicati a San Giocondo e a Santa Placida. Per quello che riguarda le tele, una raffigura l'Immacolata ed è la pala dell'altare a lei dedicato, e altre tre raffigurano scene della Passione. Due di queste, datate 1688, sono state restaurate nel 2008: l'Agonia nel Getsemani e la Flagellazione. Nel 2009 è stata restaurata la quarta tela: la Deposizione dalla croce. I due busti reliquiari, sempre seicenteschi, sono stati restaurati all'inizio del 2009 a cura della competente Soprintendenza in vista di una mostra sul Barocco Astigiano.
L'altare maggiore è stato restaurato tra il 2010 e il 2011. Nel 2012 sono stati restaurati il crocifisso dell'altare e due angeli lignei.

### Chiesetta della Madonna dei Sette Dolori
La chiesetta campestre della Madonna dei Sette Dolori è situata in località Barbone. Risale agli anni trenta del XVIII secolo.
Fu fatta edificare dai fratelli Bernardino e Francesco Caprero per disposizione testamentaria del padre, Giacomo Caprero. L'altare fu benedetto nel 1743. La denominazione più antica è “Beata Vergine Maria dei Sette Dolori”. A fine ottocento viene definita “Madonna Addolorata” o “Madonna dei Sette Dolori”. Negli anni trenta del XX secolo è definita “Mater Dolorosa”.

## Società

### Evoluzione demografica
Abitanti censiti

### Etnie e minoranze straniere
Gli stranieri residenti a Maretto al 1º gennaio 2015 sono 20 e rappresentano il 5,1% della popolazione residente.
Le nazionalità maggiormente rappresentate in base alla loro percentuale sul totale della popolazione straniera residente erano:
- Romania 17 (85.00%)
- Moldavia 1 (5.00%)
- Ruanda 1 (5.00%)
- Repubblica del Congo 1 (5.00%)

## Amministrazione
Di seguito è presentata una tabella relativa alle amministrazioni che si sono succedute in questo comune.
| Periodo        | Periodo        | Primo cittadino  | Partito                                      | Carica  | Note  |
| -------------- | -------------- | ---------------- | -------------------------------------------- | ------- | ----- |
| 13 giugno 1985 | 28 maggio 1990 | Giovanni Dezzani | -                                            | Sindaco | [ 5 ] |
| 28 maggio 1990 | 24 aprile 1995 | Giovanni Dezzani | -                                            | Sindaco | [ 5 ] |
| 24 aprile 1995 | 14 giugno 1999 | Giovanni Dezzani | Partito Popolare Italiano                    | Sindaco | [ 5 ] |
| 14 giugno 1999 | 14 giugno 2004 | Giovanni Dezzani | Lista civica                                 | Sindaco | [ 5 ] |
| 14 giugno 2004 | 8 giugno 2009  | Felice Riccio    | Lista civica                                 | Sindaco | [ 5 ] |
| 8 giugno 2009  | 26 maggio 2014 | Felice Riccio    | Lista civica                                 | Sindaco | [ 5 ] |
| 7 giugno 2014  | 26 maggio 2019 | Giovanni Dezzani | Lista civica Spiga di grano e grappolo d'uva | Sindaco | [ 5 ] |
| 26 maggio 2019 | 10 giugno 2024 | Roberto Palma    | Lista civica Maretto che rinasce             | Sindaco | [ 5 ] |
| 10 giugno 2024 | in carica      | Roberto Palma    | Lista civica Maretto che rinasce             | Sindaco | [ 5 ] |